# Rio Crişul Repede
O Rio Crişul Repede é um rio da Romênia, afluente do Körös, localizado nos distritos de Cluj e Bihor na Romênia e Hajdú-Bihar e Békés na Hungria.

## Afluentes
Esquerda: Şipot, Domoş, Călata, Săcuieu, Anachii, Drăgan, Pleşu, Surduc, Nijeşti, Neportoc, Valea Scurtă, Valea Satului, Iada, Valea Boiului, Brătcuţa, Mişid, Măguran, Dobrineşti, Râciu, Rio Canalu de Apă, Valea Rece, Medeş, Chijic, Tăşad, Peţa, Alceu
Direita: Valea lui Anti, Poicu, Dotmir, Negrea, Valea Strădinoasei, Făgădău, Pârâul Mare, Şoimu, Valea Neagră, Beznea, Valea Sasului, Borod, Răchiţeasca, Gepiş, La Arini, Pasteur, Bereteu